# Wailagi Lala
Wailagi Lala je nejsevernějším ostrovem fidžijského souostroví Lau. Tento malinký ostrov s rozlohou pouhých 3 kilometrů čtverečních leží na 16,75° jižní šířky a 179,18° východní délky.
Je na něm obydlený maják.